# Гегемонізм
Гегемонізм (від гр. hehemonia — керівництво, панування) — претензія якоїсь соціальної групи, верстви, класу, політичної сили, держави (на міжнародній арені) на керівну роль у суспільному процесі, прагнення примусового встановлення диктату, нав'язування іншим своєї політики, єдиних для всіх ідеалів та цінностей, намагання одноособово розв'язувати питання, що стосуються всіх, видаючи себе за представника загального інтересу. Амбіція верховенства внутрішньо притаманна всім суб'єктам політичних відносин. Гегемонізм був властивий Давнім Афінам, Македонії, Стародавньому Риму, Британській і Російській імперії при формуванні імперій і національних держав. Політика диктатури пролетаріату також належить до явища гегемонії, коли гегемонія однієї верстви суспільства здобувається внаслідок вилучення з політичного життя інших верств суспільства, обмеження їх прав і свобод. У сучасних міжнародних відносинах, у внутрішньодержавних справах формується усвідомлення неприйнятності гегемонізму в міжнародних відносинах.